# زنت
زنت (به انگلیسی Zent) دستگاهی است دو منظوره که علاوه بر ایجاد سرمایش و گرمایش، میزان رطوبت هوا را نیز تنظیم کرده و مطابق با شرایط آب و هوایی ایران طراحی گردیده‌است.

## تاریخچه
زنت مخفف زمستانی / نیمه / تابستانی می‌باشد این دستگاه در ایران اختراع شده و اولین بار در کارخانه شرکت صنعتی صافیاد و به همت آقای مهندس مهدی بازرگان از بنیانگذاران این شرکت تولید شده‌است.

## اجزا
1. فن
2. فیلتر (اختیاری)
3. کویل‌های آب گرم یا کویل‌های الکتریکی
4. دریچه‌های قابل تنظیم
5. سیستم پوشال‌ها و آبفشان

## زنت خانه
محلی که زنت در آنجا مستقر و کانال‌های رفت و برگشت هوا به آن وارد می‌شود. کف آن می‌بایستی عایق رطوبتی و اگر در نزدیکی محل استراحت شبانه است عایق صوتی استفاده نمود

## مینی زنت
نوع کوچک شده زنت می‌باشد که جهت بکارگیری آن برای هر واحد مسکونی (و نه کل ساختمان) و تسهیل در تنظیم گرما، سرما و رطوبت برای افراد استفاده کننده از این دستگاه بدون نیاز به یک فرد متخصص می‌باشد.

## عملکرد
عملکرد زنت برای ایجاد سرما مانند کولر آبی و با استفاده از سیستم پوشال و آبفشان می‌باشد و برای تولید گرما از کویل‌های آبگرم یا الکتریکی استفاده می‌شود. عملکرد زنت های تولیدی در کشور وابسته به شرکت تولید کننده متفاوت می‌باشد که در این میان طی بررسی های صورت گرفته زنت های تولیدی در ایمن تهویه الوند از متریال بهتری تولید شده که در نتیجه آن از کیفیت بالاتری برخوردار می‌باشند، فن در این دستگاه نقش انتقال دهنده هوای گرم یا سرد را به محیط‌های مورد نظر جهت تهویه دارد.